# 동남리사지
동남리사지(東南里寺址)는 충청남도 부여의 남쪽 성산(城山) 기슭에 있는 무명 사지로 1938년에 조사된 것이다. 군수리사지와 다른 가람 배치를 보이는 이 사지는 금당·강당이 남북선상에 서 있고, 다시 강당과 남문인 중문을 연결하는 회랑이 있다. 각 건물의 거리나 금당의 남북 벽의 길이는 21m를 기본 단위로 한다. 탑지가 없는 대신 금당 앞 좌우에 돌을 쌓아 이룬 석조(石槽)가 두 개 서 있는 것이 이색적이다.

## 같이 보기
- 부여 군수리 사지 - 사적 제44호

## 참고 자료
- 동남리사지 (東南里寺址) - 국가유산청 국가유산포털